# Поречье-Рыбное (сельское поселение)
Поречье-Рыбное — муниципальное образование (сельское поселение) в Ростовском районе Ярославской области Российской Федерации.
Административный центр — рабочий посёлок Поречье-Рыбное. Население сельского поселения Поречье-Рыбное на 1 января 2018 г. - 1991 чел.

## История
Статус и границы сельского поселения установлены Законом Ярославской области от 21 декабря 2004 года № 65-з «О наименованиях, границах и статусе муниципальных образований Ярославской области».

## Население
Население сельского поселения Поречье-Рыбное на 1 января 2018 г. - 1991 чел.
| 2007  | 2010  | 2011  | 2012  | 2013  | 2014  | 2015  |
| ----- | ----- | ----- | ----- | ----- | ----- | ----- |
| 2226  | ↘2123 | ↘2121 | ↘2117 | ↘2106 | ↘2079 | ↘2051 |
| 2016  | 2017  | 2018  | 2019  | 2020  | 2021  |       |
| ↘2038 | ↘2022 | ↘1991 | ↘1949 | ↘1927 | ↘1825 |       |

## Состав сельского поселения
| №  | Населённый пункт | Тип населённого пункта                  | Население |
| -- | ---------------- | --------------------------------------- | --------- |
| 1  | Вексицы          | село                                    | ↘2        |
| 2  | Григорово        | деревня                                 | →0        |
| 3  | Звягино          | деревня                                 | →0        |
| 4  | Инеры            | деревня                                 | →0        |
| 5  | Караваево        | деревня                                 | ↘14       |
| 6  | Климатино        | село                                    | ↘290      |
| 7  | Козохово         | село                                    | ↗9        |
| 8  | Липовка          | деревня                                 | ↘4        |
| 9  | Новая Деревенька | деревня                                 | →2        |
| 10 | Ново             | деревня                                 | ↘10       |
| 11 | Огарево          | деревня                                 | ↘41       |
| 12 | Паздерино        | деревня                                 | →0        |
| 13 | Поречье-Рыбное   | рабочий посёлок, административный центр | ↘1447     |
| 14 | Твердино         | деревня                                 | ↘6        |
| 15 | Филимоново       | село                                    | ↘18       |

## Местное самоуправление
Главой поселения с 26 сентября 2016 г. до декабря 2018 г. являлся Суворов Михаил Николаевич.
Действующей главой поселения с декабря 2018 г. является Кутинская Ольга Владимировна.